# Joachim Ringelnatz

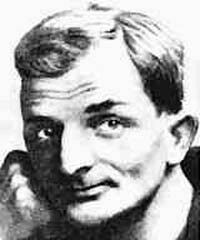
Joachim Ringelnatz.

Joachim Ringelnatz es el seudónimo del autor y pintor alemán Hans Bötticher (Wurzen, Sajonia, 7 de agosto de 1883, - Berlín, 17 de noviembre de 1934). 
Su seudónimo Ringelnatz se suele explicar como una expresión dialectal de un animal, posiblemente una variante de Ringelnatter, en alemán para serpiente de hierba o más probablemente el caballito de mar, por enrollar ("ringeln") su cola alrededor de los objetos. El caballito de mar es llamado Ringelnass (nass = mojado) por los marineros, a los que Bötticher sentía que pertenecía. 

## Biografía
Fue marinero en su juventud y pasó la Primera Guerra Mundial en la Armada en un dragaminas. 
En las décadas de 1920 y 1930, trabajó como kabarettista, es decir, una especie de comediante satírico.
Es conocido por sus poemas irónicos, a menudo usando juegos de palabras y, a veces, al borde de la poesía sin sentido. Algunos de ellos son similares a las creaciones de Christian Morgenstern, pero a menudo Bötticher usaba un tono más satírico y en ocasiones subversivos. Su creación más popular es el marinero anárquico Kuttel Daddeldu con sus travesuras de borracho y su desdén por la autoridad.
En sus últimos trece años, Ringelnatz fue también un artista visual dedicado y prolífico; la mayor parte de su arte parece haber desaparecido durante la Segunda Guerra Mundial, pero sobrevivieron más de 200 de sus pinturas y dibujos. En la década de 1920 parte de su obra se exhibió en la Academia de las Artes de Berlín junto con la de sus contemporáneos Otto Dix y George Grosz. Ringelnatz también ilustró su propia novela llamada "...liner Roma..." (1923), cuyo título es un "Berliner Roman" (Novela de Berlín) doblemente truncado, porque "Las novelas de Berlín no suelen tener un comienzo decente ni un final adecuado." ("Berliner Romane haben meist keinen ordentlichen Anfang und kein rechtes Ende.")
En 1933, el gobierno nazi lo prohibió por ser un "artista degenerado".

## Trabajos
- 1910. Gedichte

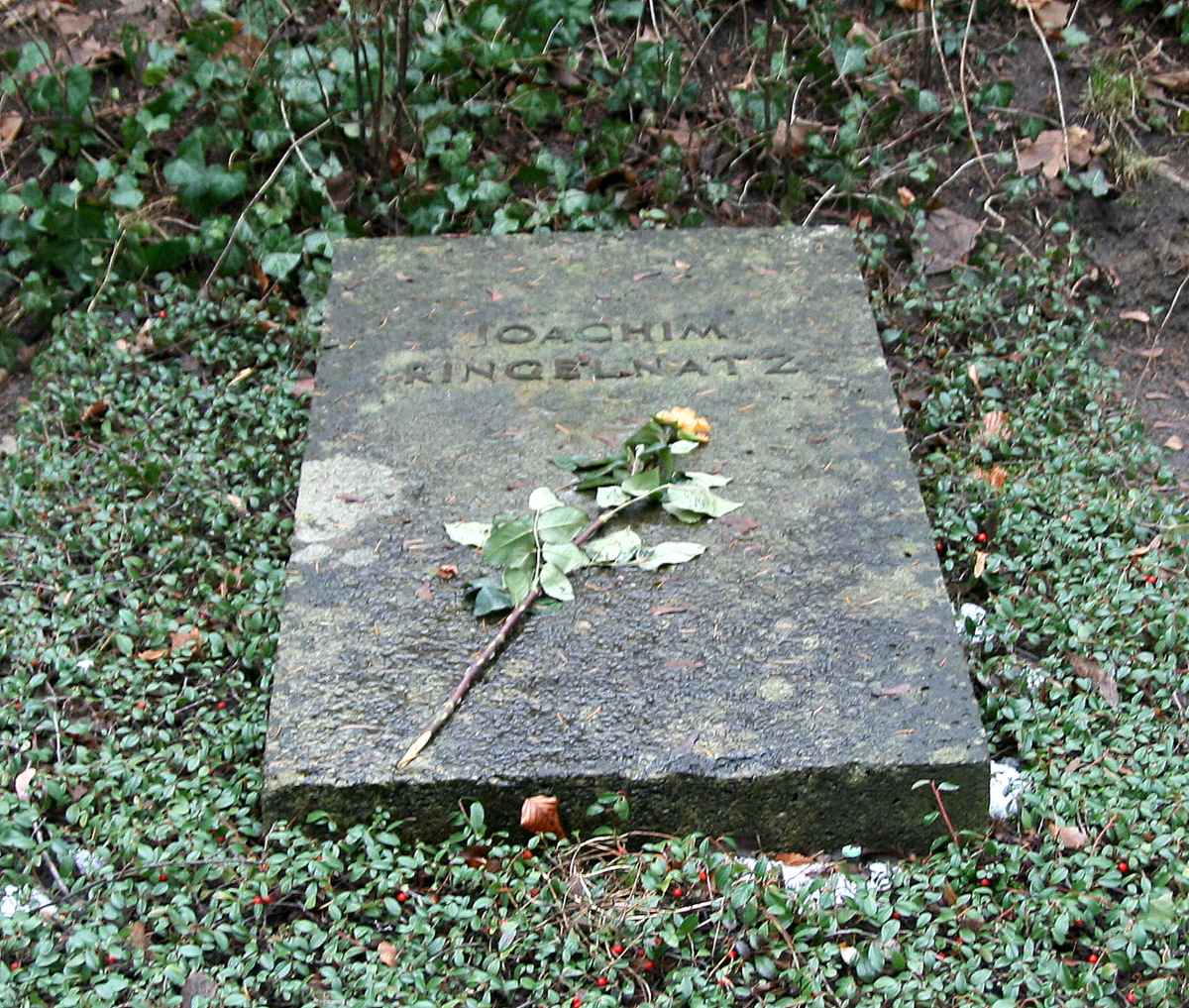
Tumba en Berlín.

- 1911. Was ein Schiffsjungen-Tagebuch erzählt
- 1912. Die Schnupftabakdose. Stumpfsinn en Versen und Bildern von Hans Bötticher und Richard Seewald
- 1913. Ein jeder lebt's. Novellen (reconstrucción digital: UB Bielefeld)
- 1920/1923. Turngedichte
- 1920. Kuttel Daddeldu oder das schlüpfrige Leid
- 1921. Die gebatikte Schusterpastete
- 1922. Die Woge. Marine-Kriegsgeschichten
- 1923. Kuttel Daddeldu (reconstrucción digital: Kuttel Daddeldu. Neue Gedichte der erweiterten Ausgabe, escaneos de una edición de 1924 en la biblioteca de la universidad de Bielefeld )
- 1924 ...liner Roma... Con 10 fotografías de él mismo.
- 1924. Nervosipopel. Elf Angelegenheiten
- 1927. Reisebriefe eines Artisten
- 1928. Allerdings (reconstrucción digital: UB Bielefeld)
- 1928. Als Mariner im Krieg (bajo el seudónimo de Gustav Hester )
- 1928. Matrosen. Erinnerungen, ein Skizzenbuch, handelt von Wasser und blauem Tuch
- 1929. Flugzeuggedanken
- 1931. Mein Leben bis zum Kriege (autobiografía)
- 1931. Kinder-Verwirrbuch con muchas imágenes
- 1932. Die Flasche und mit ihr auf Reisen
- 1932. Gedichte dreier Jahre (reconstrucción digital: UB Bielefeld)
- 1933. 103 Gedichte (reconstrucción digital: UB Bielefeld)
- 1934. Gedichte. Gedichte von einstmals und heute

### Publicado póstumamente
- 1935. Der Nachlaß
- 1939. Kasperle-Verse

### Edición electrónica
- 2005 Joachim Ringelnatz - Das Gesamtwerk . El trabajo total editado por Walter Pape está publicado en CD-ROM por Directmedia Publishing en Berlín, Alemania .ISBN 3-89853-521-5

La mayoría de las pinturas de Ringelnatz se perdieron durante la Segunda Guerra Mundial; una de ellas en el Kunsthaus Zürich no está expuesto. El Museo Ringelnatz en Cuxhaven, administrado por el Ringelnatz-Stiftung muestra muchas de sus pinturas. La mayoría procedían de propietarios privados, cuyas pinturas sobrevivieron a la Segunda Guerra Mundial.